# 天主教布宜諾斯艾利斯總教區
天主教布宜諾斯艾利斯總教區（拉丁語：Archidioecesis Bonaërensis）是阿根廷一個羅馬天主教教省總教區，下轄十二個教區（其中兩個是東方禮教區）。是該國十四個總教區之一。
1620年4月6日自巴拉圭教區分出，成立教區。1865年3月5日升為總教區。1936年1月29日總主教獲阿根廷主教長頭銜，1959年起更兼任阿根廷東方禮教長。
總教區範圍包括布宜諾斯艾利斯和馬丁加西亞島。2006年有教友2,554,000人（佔轄區總人口91.6%）、183個堂區、886名司鐸。現任總主教為馬里奧·奧雷利奧·波利樞機，2013年3月28日由當選教宗的原總主教豪爾赫·馬里奧·伯格里奧（方濟各）委任。